# Tour de France 2021
Il Tour de France 2021, centoottesima edizione della Grande Boucle e valido come ventunesima prova dell'UCI World Tour 2021, si svolse dal 26 giugno al 18 luglio 2021 su un percorso lungo 3 414,4 km, suddiviso in ventuno tappe, con partenza da Brest e arrivo, come da tradizione, sui Champs Élysées a Parigi. La vittoria fu appannaggio dello sloveno Tadej Pogačar, il quale completò il percorso in 82h56'36", alla media di 41,165 km/h precedendo il danese Jonas Vingegaard e l'ecuadoriano Richard Carapaz.
Sul traguardo des Champs-Élysées di Parigi 141 ciclisti, su 176 partiti da Brest, portarono a termine la competizione.

## Descrizione del percorso
Dopo il finale sulle Alpi dei due anni precedenti, si torna all'inversione con il finale sui Pirenei. Per la prima volta è prevista una doppia ascesa al Mont Ventoux.

## Tappe
| Tappa  | Data      | Percorso                                          | km      | Vincitore di tappa   | Leader cl. generale  |
| ------ | --------- | ------------------------------------------------- | ------- | -------------------- | -------------------- |
| 1ª     | 26 giugno | Brest > Landerneau                                | 197,8   | Julian Alaphilippe   | Julian Alaphilippe   |
| 2ª     | 27 giugno | Perros-Guirec > Mûr-de-Bretagne                   | 183,5   | Mathieu van der Poel | Mathieu van der Poel |
| 3ª     | 28 giugno | Lorient > Pontivy                                 | 182,9   | Tim Merlier          | Mathieu van der Poel |
| 4ª     | 29 giugno | Redon > Fougères                                  | 150,4   | Mark Cavendish       | Mathieu van der Poel |
| 5ª     | 30 giugno | Changé > Laval (Cronometro Individuale)           | 27,2    | Tadej Pogačar        | Mathieu van der Poel |
| 6ª     | 1º luglio | Tours > Châteauroux                               | 160,6   | Mark Cavendish       | Mathieu van der Poel |
| 7ª     | 2 luglio  | Vierzon > Le Creusot                              | 249,1   | Matej Mohorič        | Mathieu van der Poel |
| 8ª     | 3 luglio  | Oyonnax > Le Grand-Bornand                        | 150,8   | Dylan Teuns          | Tadej Pogačar        |
| 9ª     | 4 luglio  | Cluses > Tignes                                   | 144,9   | Ben O'Connor         | Tadej Pogačar        |
|        | 5 luglio  | giorno di riposo                                  |         |                      |                      |
| 10ª    | 6 luglio  | Albertville > Valence                             | 190,7   | Mark Cavendish       | Tadej Pogačar        |
| 11ª    | 7 luglio  | Sorges > Malaucène                                | 198,9   | Wout Van Aert        | Tadej Pogačar        |
| 12ª    | 8 luglio  | Saint-Paul-Trois-Châteaux > Nîmes                 | 159,4   | Nils Politt          | Tadej Pogačar        |
| 13ª    | 9 luglio  | Nîmes > Carcassonne                               | 219,9   | Mark Cavendish       | Tadej Pogačar        |
| 14ª    | 10 luglio | Carcassonne > Quillan                             | 183,7   | Bauke Mollema        | Tadej Pogačar        |
| 15ª    | 11 luglio | Céret > Andorra la Vella                          | 191,3   | Sepp Kuss            | Tadej Pogačar        |
|        | 12 luglio | giorno di riposo                                  |         |                      |                      |
| 16ª    | 13 luglio | Pas de la Casa > Saint-Gaudens                    | 169     | Patrick Konrad       | Tadej Pogačar        |
| 17ª    | 14 luglio | Muret > Col du Portet                             | 178,4   | Tadej Pogačar        | Tadej Pogačar        |
| 18ª    | 15 luglio | Pau > Luz Ardiden                                 | 129,7   | Tadej Pogačar        | Tadej Pogačar        |
| 19ª    | 16 luglio | Mourenx > Libourne                                | 207     | Matej Mohorič        | Tadej Pogačar        |
| 20ª    | 17 luglio | Libourne > Saint-Émilion (Cronometro Individuale) | 30,8    | Wout Van Aert        | Tadej Pogačar        |
| 21ª    | 18 luglio | Chatou > Parigi (Champs-Élysées)                  | 108,4   | Wout Van Aert        | Tadej Pogačar        |
| Totale | Totale    | Totale                                            | 3 414,4 |                      |                      |

## Squadre e corridori partecipanti
Alla competizione prendono parte 23 squadre, le diciannove iscritte all'UCI World Tour 2021, la Alpecin-Fenix avente diritto in quanto migliore squadra UCI ProTeam 2020 e le tre squadre invitate ovverosia il Team Arkéa-Samsic, la B&B Hotels e la TotalEnergies, tutte di categoria UCI ProTeam, ciascuna delle quali composta da otto corridori, per un totale di 184 ciclisti.
| N.      | Cod. | Squadra                |
| ------- | ---- | ---------------------- |
| 1-8     | UAD  | UAE Team Emirates      |
| 11-18   | TJV  | Jumbo-Visma            |
| 21-28   | IGD  | Ineos Grenadiers       |
| 31-38   | ISN  | Israel Start-Up Nation |
| 41-48   | TFS  | Trek-Segafredo         |
| 51-58   | DQT  | Deceuninck-Quick Step  |
| 61-68   | MOV  | Movistar Team          |
| 71-78   | BOH  | Bora-Hansgrohe         |
| 81-88   | GFC  | Groupama-FDJ           |
| 91-98   | COF  | Cofidis                |
| 101-108 | AFC  | Alpecin-Fenix          |
| 111-118 | EFN  | EF Education-Nippo     |

| N.      | Cod. | Squadra                  |
| ------- | ---- | ------------------------ |
| 121-128 | ACT  | AG2R Citroën Team        |
| 131-138 | ARK  | Team Arkéa-Samsic        |
| 141-148 | DSM  | Team DSM                 |
| 151-158 | LTS  | Lotto Soudal             |
| 161-168 | TBV  | Bahrain Victorious       |
| 171-178 | BEX  | Team BikeExchange        |
| 181-188 | AST  | Astana-Premier Tech      |
| 191-198 | TQA  | Team Qhubeka NextHash    |
| 201-208 | TEN  | TotalEnergies            |
| 211-218 | IWG  | Intermarché-Wanty-Gobert |
| 221-228 | BBK  | B&B Hotels               |

## Dettagli delle tappe

### 1ª tappa
- 26 giugno: Brest > Landerneau – 197,8 km

Risultati
| Pos. | Corridore          | Squadra      | Tempo    |
| ---- | ------------------ | ------------ | -------- |
| 1    | Julian Alaphilippe | Deceuninck   | 4h39'05" |
| 2    | Michael Matthews   | BikeExchange | a 8"     |
| 3    | Primož Roglič      | Jumbo        | s.t.     |

| Pos. | Corridore          | Squadra      | Tempo    |
| ---- | ------------------ | ------------ | -------- |
| 1    | Julian Alaphilippe | Deceuninck   | 4h38'55" |
| 2    | Michael Matthews   | BikeExchange | a 12"    |
| 3    | Primož Roglič      | Jumbo        | a 14"    |

### 2ª tappa
- 27 giugno: Perros-Guirec > Mûr-de-Bretagne – 183,5 km

Risultati
| Pos. | Corridore       | Squadra | Tempo    |
| ---- | --------------- | ------- | -------- |
| 1    | M. van der Poel | Alpecin | 4h18'30" |
| 2    | Tadej Pogačar   | UAE     | a 6"     |
| 3    | Primož Roglič   | Jumbo   | s.t.     |

| Pos. | Corridore          | Squadra    | Tempo    |
| ---- | ------------------ | ---------- | -------- |
| 1    | M. van der Poel    | Alpecin    | 8h57'25" |
| 2    | Julian Alaphilippe | Deceuninck | a 8"     |
| 3    | Tadej Pogačar      | UAE        | a 13"    |

### 3ª tappa
- 28 giugno: Lorient > Pontivy – 182,9 km

Risultati
| Pos. | Corridore        | Squadra | Tempo    |
| ---- | ---------------- | ------- | -------- |
| 1    | Tim Merlier      | Alpecin | 4h01'28" |
| 2    | Jasper Philipsen | Alpecin | s.t.     |
| 3    | Nacer Bouhanni   | Arkéa   | s.t.     |

| Pos. | Corridore          | Squadra    | Tempo     |
| ---- | ------------------ | ---------- | --------- |
| 1    | M. van der Poel    | Alpecin    | 12h58'23" |
| 2    | Julian Alaphilippe | Deceuninck | a 8"      |
| 3    | Richard Carapaz    | Ineos      | a 31"     |

### 4ª tappa
- 29 giugno: Redon > Fougères – 150,4 km

Risultati
| Pos. | Corridore        | Squadra    | Tempo    |
| ---- | ---------------- | ---------- | -------- |
| 1    | Mark Cavendish   | Deceuninck | 3h20'17" |
| 2    | Nacer Bouhanni   | Arkéa      | s.t.     |
| 3    | Jasper Philipsen | Alpecin    | s.t.     |

| Pos. | Corridore          | Squadra    | Tempo     |
| ---- | ------------------ | ---------- | --------- |
| 1    | M. van der Poel    | Alpecin    | 16h19'10" |
| 2    | Julian Alaphilippe | Deceuninck | a 8"      |
| 3    | Richard Carapaz    | Ineos      | a 31"     |

### 5ª tappa
- 30 giugno: Changé > Laval – Cronometro individuale - 27,2 km

Risultati
| Pos. | Corridore        | Squadra  | Tempo  |
| ---- | ---------------- | -------- | ------ |
| 1    | Tadej Pogačar    | UAE      | 32'00" |
| 2    | Stefan Küng      | Groupama | a 19"  |
| 3    | Jonas Vingegaard | Jumbo    | a 27"  |

| Pos. | Corridore       | Squadra | Tempo     |
| ---- | --------------- | ------- | --------- |
| 1    | M. van der Poel | Alpecin | 16h51'41" |
| 2    | Tadej Pogačar   | UAE     | a 8"      |
| 3    | Wout Van Aert   | Jumbo   | a 30"     |

### 6ª tappa
- 1º luglio: Tours > Châteauroux – 160,6 km

Risultati
| Pos. | Corridore        | Squadra    | Tempo    |
| ---- | ---------------- | ---------- | -------- |
| 1    | Mark Cavendish   | Deceuninck | 3h17'36" |
| 2    | Jasper Philipsen | Alpecin    | s.t.     |
| 3    | Nacer Bouhanni   | Arkéa      | s.t.     |

| Pos. | Corridore       | Squadra | Tempo     |
| ---- | --------------- | ------- | --------- |
| 1    | M. van der Poel | Alpecin | 20h09'17" |
| 2    | Tadej Pogačar   | UAE     | a 8"      |
| 3    | Wout Van Aert   | Jumbo   | a 30"     |

### 7ª tappa
- 2 luglio: Vierzon > Le Creusot – 249,1 km

Risultati
| Pos. | Corridore           | Squadra | Tempo    |
| ---- | ------------------- | ------- | -------- |
| 1    | Matej Mohorič       | Bahrain | 5h28'20" |
| 2    | Jasper Stuyven      | Trek    | a 1'20"  |
| 3    | Magnus Cort Nielsen | EF      | a 1'40"  |

| Pos. | Corridore       | Squadra    | Tempo     |
| ---- | --------------- | ---------- | --------- |
| 1    | M. van der Poel | Alpecin    | 25h39'17" |
| 2    | Wout Van Aert   | Jumbo      | a 30"     |
| 3    | Kasper Asgreen  | Deceuninck | a 1'49"   |

### 8ª tappa
- 3 luglio: Oyonnax > Le Grand-Bornand – 150,8 km

Risultati
| Pos. | Corridore     | Squadra | Tempo    |
| ---- | ------------- | ------- | -------- |
| 1    | Dylan Teuns   | Bahrain | 3h54'41" |
| 2    | Ion Izagirre  | Astana  | a 44"    |
| 3    | Michael Woods | Israel  | a 47"    |

| Pos. | Corridore       | Squadra | Tempo     |
| ---- | --------------- | ------- | --------- |
| 1    | Tadej Pogačar   | UAE     | 29h38'25" |
| 2    | Wout Van Aert   | Jumbo   | a 1'48"   |
| 3    | Aleksej Lucenko | Astana  | a 4'38"   |

### 9ª tappa
- 4 luglio: Cluses > Tignes – 144,9 km

Risultati
| Pos. | Corridore       | Squadra    | Tempo    |
| ---- | --------------- | ---------- | -------- |
| 1    | Ben O'Connor    | AG2R       | 4h24'43" |
| 2    | Mattia Cattaneo | Deceuninck | a 5'07"  |
| 3    | Sonny Colbrelli | Bahrain    | a 5'34"  |

| Pos. | Corridore      | Squadra | Tempo     |
| ---- | -------------- | ------- | --------- |
| 1    | Tadej Pogačar  | UAE     | 34h11'10" |
| 2    | Ben O'Connor   | AG2R    | a 2'01"   |
| 3    | Rigoberto Urán | EF      | a 5'18"   |

### 10ª tappa
- 6 luglio: Albertville > Valence – 190,7 km

Risultati
| Pos. | Corridore        | Squadra    | Tempo    |
| ---- | ---------------- | ---------- | -------- |
| 1    | Mark Cavendish   | Deceuninck | 4h14'07" |
| 2    | Wout Van Aert    | Jumbo      | s.t.     |
| 3    | Jasper Philipsen | Alpecin    | s.t.     |

| Pos. | Corridore      | Squadra | Tempo     |
| ---- | -------------- | ------- | --------- |
| 1    | Tadej Pogačar  | UAE     | 38h25'17" |
| 2    | Ben O'Connor   | AG2R    | a 2'01"   |
| 3    | Rigoberto Urán | EF      | a 5'18"   |

### 11ª tappa
- 7 luglio: Sorges > Malaucène – 198,9 km

Risultati
| Pos. | Corridore       | Squadra | Tempo    |
| ---- | --------------- | ------- | -------- |
| 1    | Wout Van Aert   | Jumbo   | 5h17'43" |
| 2    | Kenny Elissonde | Trek    | a 1'14"  |
| 3    | Bauke Mollema   | Trek    | s.t.     |

| Pos. | Corridore        | Squadra | Tempo     |
| ---- | ---------------- | ------- | --------- |
| 1    | Tadej Pogačar    | UAE     | 43h44'38" |
| 2    | Rigoberto Urán   | EF      | a 5'18"   |
| 3    | Jonas Vingegaard | Jumbo   | a 5'32"   |

Descrizione e riassunto
Da molti definita la tappa regina del Tour de France, a causa della doppia ascesa al Mont Ventoux, vide un inizio molto veloce con numerosi tentativi di fuga, con protagonisti su tutti il campione del mondo Julian Alaphilippe e il campione belga Wout Van Aert. Proprio un gruppo di 17 corridori, comprendenti tra l'altro forti scalatori come Bauke Mollema e Kenny Elissonde riuscì ad evadere, guadagnando fino a 5' sul gruppo tirato dalla Ineos Grenadiers. Sulla prima ascesa al Mont Ventoux, un gruppo di 7 corridori tra cui Alaphilippe, Van Aert ed Elissonde, si avvantaggiò, ed il solo Mollema riuscì poi a rientrare. Sull'ultima ascesa, il primo ad allungare fu il francese Elissonde, mentre al suo inseguimento rimasero solo Van Aert, Alaphilippe e il suo compagno di squadra Mollema. Il belga poi, a circa 14 km dallo scollinamento, staccò i suoi compagni di drappello per riportarsi su Elissonde, per poi staccarlo quando allo scollinamento mancavano 11 km e 33 all'arrivo, involandosi in un'impresa solitaria, passando in vetta con ancora più di 1' sul duo Mollema-Elissonde e 1'30" sul suo compagno Jonas Vingegaard, che intanto era riuscito a staccare tutti gli altri big, compresa la maglia gialla Tadej Pogačar, passato con 40" di ritardo dal danese in cima al GPM. Van Aert vinse in solitaria amministrando il vantaggio, firmando una vera e propria impresa, mentre Vingegaard fu ripreso da Pogacar, Rigoberto Urán e Richard Carapaz in fondo alla discesa.

### 12ª tappa
- 8 luglio: Saint-Paul-Trois-Châteaux > Nîmes – 159,4 km

Risultati
| Pos. | Corridore     | Squadra  | Tempo    |
| ---- | ------------- | -------- | -------- |
| 1    | Nils Politt   | Bora     | 3h22'12" |
| 2    | Imanol Erviti | Movistar | a 31"    |
| 3    | Harry Sweeny  | Lotto    | s.t.     |

| Pos. | Corridore        | Squadra | Tempo     |
| ---- | ---------------- | ------- | --------- |
| 1    | Tadej Pogačar    | UAE     | 47h22'43" |
| 2    | Rigoberto Urán   | EF      | a 5'18"   |
| 3    | Jonas Vingegaard | Jumbo   | a 5'32"   |

### 13ª tappa
- 9 luglio: Nîmes > Carcassonne – 219,9 km

Risultati
| Pos. | Corridore        | Squadra    | Tempo    |
| ---- | ---------------- | ---------- | -------- |
| 1    | Mark Cavendish   | Deceuninck | 5h04'29" |
| 2    | Michael Mørkøv   | Deceuninck | s.t.     |
| 3    | Jasper Philipsen | Alpecin    | s.t.     |

| Pos. | Corridore        | Squadra | Tempo     |
| ---- | ---------------- | ------- | --------- |
| 1    | Tadej Pogačar    | UAE     | 52h27'12" |
| 2    | Rigoberto Urán   | EF      | a 5'18"   |
| 3    | Jonas Vingegaard | Jumbo   | a 5'32"   |

### 14ª tappa
- 10 luglio: Carcassonne > Quillan – 183,7 km

Risultati
| Pos. | Corridore      | Squadra | Tempo    |
| ---- | -------------- | ------- | -------- |
| 1    | Bauke Mollema  | Trek    | 4h16'16" |
| 2    | Patrick Konrad | Bora    | a 1'04"  |
| 3    | Sergio Higuita | EF      | s.t.     |

| Pos. | Corridore        | Squadra | Tempo     |
| ---- | ---------------- | ------- | --------- |
| 1    | Tadej Pogačar    | UAE     | 56h50'21" |
| 2    | Guillaume Martin | Cofidis | a 4'04"   |
| 3    | Rigoberto Urán   | EF      | a 5'18"   |

### 15ª tappa
- 11 luglio: Céret > Andorra la Vella – 191,3 km

Risultati
| Pos. | Corridore          | Squadra  | Tempo    |
| ---- | ------------------ | -------- | -------- |
| 1    | Sepp Kuss          | Jumbo    | 5h12'06" |
| 2    | Alejandro Valverde | Movistar | a 23"    |
| 3    | Wout Poels         | Bahrain  | a 1'15"  |

| Pos. | Corridore        | Squadra | Tempo     |
| ---- | ---------------- | ------- | --------- |
| 1    | Tadej Pogačar    | UAE     | 62h07'18" |
| 2    | Rigoberto Urán   | EF      | a 5'18"   |
| 3    | Jonas Vingegaard | Jumbo   | a 5'32"   |

### 16ª tappa
- 13 luglio: Pas de la Casa > Saint-Gaudens – 169 km

Risultati
| Pos. | Corridore        | Squadra      | Tempo    |
| ---- | ---------------- | ------------ | -------- |
| 1    | Patrick Konrad   | Bora         | 4h01'59" |
| 2    | Sonny Colbrelli  | Bahrain      | a 42"    |
| 3    | Michael Matthews | BikeExchange | s.t.     |

| Pos. | Corridore        | Squadra | Tempo     |
| ---- | ---------------- | ------- | --------- |
| 1    | Tadej Pogačar    | UAE     | 66h23'06" |
| 2    | Rigoberto Urán   | EF      | a 5'18"   |
| 3    | Jonas Vingegaard | Jumbo   | a 5'32"   |

### 17ª tappa
- 14 luglio: Muret > Col du Portet – 178,4 km

Risultati
| Pos. | Corridore        | Squadra | Tempo    |
| ---- | ---------------- | ------- | -------- |
| 1    | Tadej Pogačar    | UAE     | 5h03'31" |
| 2    | Jonas Vingegaard | Jumbo   | a 3"     |
| 3    | Richard Carapaz  | Ineos   | a 4"     |

| Pos. | Corridore        | Squadra | Tempo     |
| ---- | ---------------- | ------- | --------- |
| 1    | Tadej Pogačar    | UAE     | 71h26'27" |
| 2    | Jonas Vingegaard | Jumbo   | a 5'39"   |
| 3    | Richard Carapaz  | Ineos   | a 5'43"   |

### 18ª tappa
- 15 luglio: Pau > Luz Ardiden – 129,7 km

Risultati
| Pos. | Corridore        | Squadra | Tempo    |
| ---- | ---------------- | ------- | -------- |
| 1    | Tadej Pogačar    | UAE     | 3h33'45" |
| 2    | Jonas Vingegaard | Jumbo   | a 2"     |
| 3    | Richard Carapaz  | Ineos   | s.t.     |

| Pos. | Corridore        | Squadra | Tempo     |
| ---- | ---------------- | ------- | --------- |
| 1    | Tadej Pogačar    | UAE     | 75h00'02" |
| 2    | Jonas Vingegaard | Jumbo   | a 5'45"   |
| 3    | Richard Carapaz  | Ineos   | a 5'51"   |

### 19ª tappa
- 16 luglio: Mourenx > Libourne – 207 km

Risultati
| Pos. | Corridore          | Squadra | Tempo    |
| ---- | ------------------ | ------- | -------- |
| 1    | Matej Mohorič      | Bahrain | 4h19'17" |
| 2    | Christophe Laporte | Cofidis | a 58"    |
| 3    | Casper Pedersen    | DSM     | s.t.     |

| Pos. | Corridore        | Squadra | Tempo     |
| ---- | ---------------- | ------- | --------- |
| 1    | Tadej Pogačar    | UAE     | 79h40'09" |
| 2    | Jonas Vingegaard | Jumbo   | a 5'45"   |
| 3    | Richard Carapaz  | Ineos   | a 5'51"   |

### 20ª tappa
- 17 luglio: Libourne > Saint-Émilion – Cronometro individuale - 30,8 km

Risultati
| Pos. | Corridore        | Squadra    | Tempo  |
| ---- | ---------------- | ---------- | ------ |
| 1    | Wout Van Aert    | Jumbo      | 35'53" |
| 2    | Kasper Asgreen   | Deceuninck | a 21"  |
| 3    | Jonas Vingegaard | Jumbo      | a 32"  |

| Pos. | Corridore        | Squadra | Tempo     |
| ---- | ---------------- | ------- | --------- |
| 1    | Tadej Pogačar    | UAE     | 80h16'59" |
| 2    | Jonas Vingegaard | Jumbo   | a 5'20"   |
| 3    | Richard Carapaz  | Ineos   | a 7'03"   |

### 21ª tappa
- 18 luglio: Chatou > Parigi (Champs-Élysées) - 108,4 km

Risultati
| Pos. | Corridore        | Squadra    | Tempo    |
| ---- | ---------------- | ---------- | -------- |
| 1    | Wout Van Aert    | Jumbo      | 2h39'37" |
| 2    | Jasper Philipsen | Alpecin    | s.t.     |
| 3    | Mark Cavendish   | Deceuninck | s.t.     |

| Pos. | Corridore        | Squadra | Tempo     |
| ---- | ---------------- | ------- | --------- |
| 1    | Tadej Pogačar    | UAE     | 82h56'36" |
| 2    | Jonas Vingegaard | Jumbo   | a 5'20"   |
| 3    | Richard Carapaz  | Ineos   | a 7'03"   |

## Evoluzione delle classifiche
| Tappa              | Vincitore            | Classifica generale Maglia gialla | Classifica a punti Maglia verde | Classifica scalatori Maglia a pois | Classifica giovani Maglia bianca | Classifica a squadre Numero giallo | Premio combattività Numero rosso |
| ------------------ | -------------------- | --------------------------------- | ------------------------------- | ---------------------------------- | -------------------------------- | ---------------------------------- | -------------------------------- |
| 1ª                 | Julian Alaphilippe   | Julian Alaphilippe                | Julian Alaphilippe              | Ide Schelling                      | Tadej Pogačar                    | Jumbo-Visma                        | Ide Schelling                    |
| 2ª                 | Mathieu van der Poel | Mathieu van der Poel              | Julian Alaphilippe              | Mathieu van der Poel               | Tadej Pogačar                    | Jumbo-Visma                        | Edward Theuns                    |
| 3ª                 | Tim Merlier          | Mathieu van der Poel              | Julian Alaphilippe              | Ide Schelling                      | Tadej Pogačar                    | Bahrain Victorious                 | Michael Schär                    |
| 4ª                 | Mark Cavendish       | Mathieu van der Poel              | Mark Cavendish                  | Ide Schelling                      | Tadej Pogačar                    | Bahrain Victorious                 | Brent Van Moer                   |
| 5ª                 | Tadej Pogačar        | Mathieu van der Poel              | Mark Cavendish                  | Ide Schelling                      | Tadej Pogačar                    | Jumbo-Visma                        | non assegnato                    |
| 6ª                 | Mark Cavendish       | Mathieu van der Poel              | Mark Cavendish                  | Ide Schelling                      | Tadej Pogačar                    | Jumbo-Visma                        | Greg Van Avermaet                |
| 7ª                 | Matej Mohorič        | Mathieu van der Poel              | Mark Cavendish                  | Matej Mohorič                      | Tadej Pogačar                    | Jumbo-Visma                        | Matej Mohorič                    |
| 8ª                 | Dylan Teuns          | Tadej Pogačar                     | Mark Cavendish                  | Wout Poels                         | Tadej Pogačar                    | Bahrain Victorious                 | Wout Poels                       |
| 9ª                 | Ben O'Connor         | Tadej Pogačar                     | Mark Cavendish                  | Nairo Quintana                     | Tadej Pogačar                    | Bahrain Victorious                 | Ben O'Connor                     |
| 10ª                | Mark Cavendish       | Tadej Pogačar                     | Mark Cavendish                  | Nairo Quintana                     | Tadej Pogačar                    | Bahrain Victorious                 | Hugo Houle                       |
| 11ª                | Wout Van Aert        | Tadej Pogačar                     | Mark Cavendish                  | Nairo Quintana                     | Tadej Pogačar                    | Bahrain Victorious                 | Kenny Elissonde                  |
| 12ª                | Nils Politt          | Tadej Pogačar                     | Mark Cavendish                  | Nairo Quintana                     | Tadej Pogačar                    | Bahrain Victorious                 | Nils Politt                      |
| 13ª                | Mark Cavendish       | Tadej Pogačar                     | Mark Cavendish                  | Nairo Quintana                     | Tadej Pogačar                    | Bahrain Victorious                 | Quentin Pacher                   |
| 14ª                | Bauke Mollema        | Tadej Pogačar                     | Mark Cavendish                  | Michael Woods                      | Tadej Pogačar                    | Bahrain Victorious                 | Bauke Mollema                    |
| 15ª                | Sepp Kuss            | Tadej Pogačar                     | Mark Cavendish                  | Wout Poels                         | Tadej Pogačar                    | Bahrain Victorious                 | Wout Van Aert                    |
| 16ª                | Patrick Konrad       | Tadej Pogačar                     | Mark Cavendish                  | Wout Poels                         | Tadej Pogačar                    | Bahrain Victorious                 | Patrick Konrad                   |
| 17ª                | Tadej Pogačar        | Tadej Pogačar                     | Mark Cavendish                  | Wout Poels                         | Tadej Pogačar                    | Bahrain Victorious                 | Anthony Perez                    |
| 18ª                | Tadej Pogačar        | Tadej Pogačar                     | Mark Cavendish                  | Tadej Pogačar                      | Tadej Pogačar                    | Bahrain Victorious                 | David Gaudu                      |
| 19ª                | Matej Mohorič        | Tadej Pogačar                     | Mark Cavendish                  | Tadej Pogačar                      | Tadej Pogačar                    | Bahrain Victorious                 | Matej Mohorič                    |
| 20ª                | Wout Van Aert        | Tadej Pogačar                     | Mark Cavendish                  | Tadej Pogačar                      | Tadej Pogačar                    | Bahrain Victorious                 | non assegnato                    |
| 21ª                | Wout Van Aert        | Tadej Pogačar                     | Mark Cavendish                  | Tadej Pogačar                      | Tadej Pogačar                    | Bahrain Victorious                 | non assegnato                    |
| Classifiche finali | Classifiche finali   | Tadej Pogačar                     | Mark Cavendish                  | Tadej Pogačar                      | Tadej Pogačar                    | Bahrain Victorious                 | Franck Bonnamour                 |

Maglie indossate da altri ciclisti in caso di due o più maglie vinte
- Nella 2ª tappa Michael Matthews ha indossato la maglia verde al posto di Julian Alaphilippe.
- Nella 3ª tappa Ide Schelling ha indossato la maglia a pois al posto di Mathieu van der Poel.
- Dalla 9ª alla 21ª tappa Jonas Vingegaard ha indossato la maglia bianca al posto di Tadej Pogačar.
- Dalla 19ª alla 21ª tappa Wout Poels ha indossato la maglia a pois al posto di Tadej Pogačar.

## Classifiche finali

### Classifica generale - Maglia gialla
| Pos. | Corridore        | Squadra  | Tempo     |
| ---- | ---------------- | -------- | --------- |
| 1    | Tadej Pogačar    | UAE      | 82h56'36" |
| 2    | Jonas Vingegaard | Jumbo    | a 5'20"   |
| 3    | Richard Carapaz  | Ineos    | a 7'03"   |
| 4    | Ben O'Connor     | AG2R     | a 10'02"  |
| 5    | Wilco Kelderman  | Bora     | a 10'13"  |
| 6    | Enric Mas        | Movistar | a 11'43"  |
| 7    | Aleksej Lucenko  | Astana   | a 12'23"  |
| 8    | Guillaume Martin | Cofidis  | a 15'33"  |
| 9    | Pello Bilbao     | Bahrain  | a 16'04"  |
| 10   | Rigoberto Urán   | EF       | a 18'34"  |

### Classifica a punti - Maglia verde
| Pos. | Corridore        | Squadra      | Punti |
| ---- | ---------------- | ------------ | ----- |
| 1    | Mark Cavendish   | Deceuninck   | 337   |
| 2    | Michael Matthews | BikeExchange | 291   |
| 3    | Sonny Colbrelli  | Bahrain      | 227   |
| 4    | Jasper Philipsen | Alpecin      | 216   |
| 5    | Wout Van Aert    | Jumbo        | 171   |

### Classifica scalatori - Maglia a pois
| Pos. | Corridore        | Squadra | Punti |
| ---- | ---------------- | ------- | ----- |
| 1    | Tadej Pogačar    | UAE     | 107   |
| 2    | Wout Poels       | Bahrain | 88    |
| 3    | Jonas Vingegaard | Jumbo   | 82    |
| 4    | Wout Van Aert    | Jumbo   | 68    |
| 5    | Nairo Quintana   | Arkéa   | 66    |

### Classifica giovani - Maglia bianca
| Pos. | Corridore        | Squadra  | Tempo       |
| ---- | ---------------- | -------- | ----------- |
| 1    | Tadej Pogačar    | UAE      | 82h56'36"   |
| 2    | Jonas Vingegaard | Jumbo    | a 5'20"     |
| 3    | David Gaudu      | Groupama | a 21'50"    |
| 4    | A. Paret-Peintre | AG2R     | a 39'09"    |
| 5    | Sergio Higuita   | EF       | a 1h'09'16" |

### Classifica a squadre
| Pos. | Squadra            | Tempo      |
| ---- | ------------------ | ---------- |
| 1    | Bahrain Victorious | 249h16'47" |
| 2    | EF Education-Nippo | a 19'12"   |
| 3    | Jumbo-Visma        | a 1h11'35" |
| 4    | Ineos Grenadiers   | a 1h27'10" |
| 5    | AG2R Citroën Team  | a 1h31'54" |